# Бударов, Георгий Иванович
Георгий Иванович Бударов (8 декабря 1897, Казачинское — 8 июня 1973, Москва) — советский актёр театра и кино, писатель, заслуженный артист РСФСР (1947).

## Биография
Георгий Бударов родился в 1897 году в селе Казачинском Енисейской губернии (сейчас Красноярский край). Окончил учительскую семинарию и в 1918—1922 годах был сельским учителем. Позже учился в Красноярском учительском институте и на драматических курсах. Играл в театрах Минусинска, Иркутска, Хабаровска, Владивостока. В Москве работал в Камерном театре, театре им. Моссовета и в театре киноактёра. Много работал в кино, снялся в 60 фильмах.
В 1948 году в журнале «Знамя» Бударов опубликовал свой первый рассказ «Связчик». Автор пяти книг и сборников.
Умер 8 июня 1973 года, похоронен на Ваганьковском кладбище (4-й участок).

## Награды
- Заслуженный артист РСФСР (05.11.1947).

## Творчество

### Фильмография

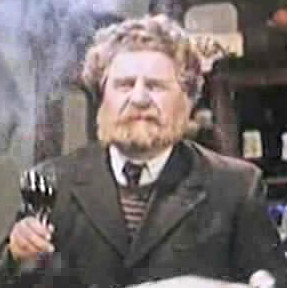
В роли пассажира в фильме «Поезд идёт на восток» (1947)

1. 1938 — Профессор Мамлок — Вилли
2. 1939 — Доктор Калюжный — Попов
3. 1944 — Свадьба — гость
4. 1944 — Человек № 217 — немец (нет в титрах)
5. 1945 — Это было в Донбассе — посыльный из комендатуры (нет в титрах)
6. 1946 — Сын полка — немецкий солдат (нет в титрах)
7. 1947 — Миклухо-Маклай — Томсон
8. 1947 — Поезд идёт на восток — пассажир в вагоне-ресторане, представитель Камчатки (нет в титрах)
9. 1950 — Секретная миссия — немецкий резидент (нет в титрах)
10. 1953 — Корабли штурмуют бастионы — подручный Орфано (нет в титрах)
11. 1954 — «Богатырь» идёт в Марто — Капитан Фритьоф Ганзен, капитан грузового парохода «Кристи»
12. 1954 — Верные друзья — зритель (нет в титрах)
13. 1955 — Костёр бессмертия — Де ля Фей
14. 1955 — Нестерка — пан Барановский
15. 1956 — Долгий путь — купец
16. 1957 — Крутые ступени — Фукс
17. 1957 — Рождённые бурей — барон Баранкевич
18. 1958 — Человек с планеты Земля — Павел Филимонович Балабанов
19. 1958 — Шли солдаты… — надзиратель (нет в титрах)
20. 1959 — Ванька — торговец
21. 1960 — Ловцы губок — капитан Дедусис
22. 1960 — Русский сувенир — Егоркин
23. 1961 — После бала — хозяин бала
24. 1963 — Слуша-ай!.. — сапожник из Вильно
25. 1965 — Чрезвычайное поручение — лидер анархистов
26. 1966 — Скверный анекдот — Степан Никифорович Никифоров, тайный советник

#### Книги
- «Таёжные охотники» (Повести и рассказы. Советский писатель, М., 1952, 283 с.)
- «Золотой перстень» (Советский писатель, М., 1958, 250 с.)
- «Золотая земля» (М., 1963)
- «Рассказы таёжных охотников» (Советский писатель, М., 1967, 270 с.)
- «Весенний ледоход» (Рассказы, Советский писатель, М., 1969, 335 с.)